# La Circassienne

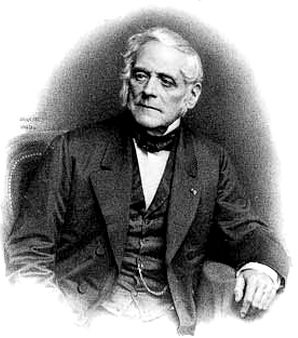
Daniel Auber.

La Circassienne (Cirkassiskan) är en (opéra comique) i tre akter med musik av Daniel Auber och libretto Eugène Scribe efter Louvet de Couvrays roman Une année de la vie du chevalier de Faublas (1787). Den utspelas i Ryssland under rysk-tjerkessiska kriget (1763–1764). Operan var också känd under titlarna Morte d'amour, La révolte au Sérail, Alexis och Faublas.

## Historia
La Circassienne var en av Aubers sista operor och komponerades när han var nästan 80 år. Hans librettist Eugène Scribe hade varit Aubers ständigt medarbetare sedan 1823 och hade skrivit librettot till hans största succé, Fra Diavolo. La Circassienne hade premiär på Opéra-Comique i Paris den 2 februari 1861 i en uppsättning regisserad av Ernest Mocker. I sin recension från premiären prisade Jacques Heugel i Le Ménestrel musiken såsom Aubers "mest ungdomliga, smart och förfinad musik". Heugel beundrade Aubers förmåga att anpassa dig till Scribes klyftiga libretto vilket visade att han åter igen var "den franske musikern" par excellence". Han beskrev premiären som "en verklig succé" med en publik "i uppror".
Men operans framgång visade sig vara kortlivad. I oktober 1861 gavs en engelsk version av La Circassienne tre gånger av Caroline Richings operasällskap i Philadelphia, men operan spelades inte i Europa förutom i Frankrike. Den fanns på Opéra-Comiques repertoar i endast ett år, där den framfördes 49 gånger. I sina minnesanteckningar från ett möte med Auber kort tid efter premiären beskrev Richard Wagner opera som "ett ovanligt barnsligt lappverk, knappt trovärdigt att härstamma från dess gråhårige" och fortsatte att Auber vägrade tala om den med orden "Ah, låt oss lämna farsen i fred!" Operans ouvertyr framfördes fortfarande som konsertstycke i slutet av 1800-talet och spelades in på LP på 1970-talet av Arthur Dennington.
Scribe dog två veckor efter premiären av La Circassienne. Hans libretto återanvändes 1871 som grund för en tyskspråkig operett av Franz von Suppé. Suppés verk Fatinitza fick stor uppmärksamhet, vilket ledde till en stämning av Scribes änka. Auber skulle leva ytterligare tio år och komponera tre mer operor, däribland  Le Premier Jour de bonheur, hans sista stora succé.